# Ocotea bullata
Ocotea bullata (Burch.) Baill. è un albero sempreverde della famiglia delle Lauraceae, originario di Sudafrica e Lesotho.
È una delle essenze tipiche della laurisilva delle zone afromontane.